# Моспромстрой
АО «Моспромстрой» — российская строительная компания. Полное наименование — Акционерное общество «Моспромстрой». Штаб-квартира компании расположена в Москве на Малой Дмитровке.

## История
Компания основана в 1972 году как Главное управление по промышленному строительству Москвы — Главмоспромстрой. В 1990 году управление было преобразовано в АОЗТ «Моспромстрой». В 2015 году изменилась правовая форма с ЗАО на ПАО. В 2020 году изменилась правовая форма с ПАО на АО.

## Органы управления
- Общее собрание акционеров
- Единоличный исполнительный орган. Генеральный директор - Султыгов Магамед Саварбекович (с ноября 2023 г.)

## Бывшие генеральные директора
- Гурьев Олег Игоревич (2021-2023)
- Горохов Андрей Константинович (2021)
- Степанян Шагор Геннадиевич (2017-2021)
- Каценеленбаум Сергей Валерьевич (2017)
- Гурецкий Юрий Борисович (2016-2017)
- Лянг Олег Павлович (2014-2016)
- Гурецкий Борис Ошерович (Оскарович) (2006-2014)
- Мороз Василий Васильевич (до 2006)

## Деятельность
«Моспромстрой» — одна из ведущих строительных организаций Москвы, возводящих как жильё, так и другие гражданские проекты. Среди крупнейших объектов, которые строила компания — храм Христа Спасителя, крытый конькобежный центр в Крылатском, Мемориал Победы на Поклонной горе; во времена СССР управление вело комплексную застройку Зеленограда.
Помимо этого, «Моспромстрой» — крупный владелец недвижимости, в частности, ей принадлежат отели в Москве, находящиеся под управлением таких сетей как Marriott International, InterContinental Hotels Group, Hilton Hotels & Resorts и др.
Гостиницы в Москве:
- MOSCOW MARRIOTT GRAND
- MOSCOW MARRIOTT ROYAL AURORA
- MOSCOW MARRIOTT TVERSKAYA
- HILTON MOSCOW LENINGRADSKAYA
- HOLIDAY INN MOSCOW SUSCHEVSKY
- HOLIDAY INN MOSCOW LESNAYA

Гостиницы за пределами России:
- ASTANA MARRIOTT (Астана, Казахстан)
- RENAISSANCE MINSK (Минск, Белоруссия)

## Показатели деятельности
| Период   | Выручка (млрд руб.) | Чистая прибыль (млрд руб.) |
| -------- | ------------------- | -------------------------- |
| 2014 год | 17,2                | 1,6                        |
| 2015 год | 17,9                | 1,8                        |
| 2016 год | 20,9                | 0,4                        |
| 2017 год | 13,2                | 0,6                        |
| 2018 год | 16,4                | -3,1                       |
| 2019 год | 22,4                | -0,5                       |
| 2020 год | 23,0                | -2,2                       |
| 2021 год | 20,3                | -0,2                       |
| 2022 год | 13,7                | -1,2                       |
| 2023 год | 8,7                 | -3,1                       |